# Serge Galam
Pour les articles homonymes, voir Galam.
Serge Galam, né en 1952, est un physicien français, spécialiste du désordre dans la matière, directeur de recherche émérite au CNRS.
Serge Galam est l'inventeur de la notion de « sociophysique »,, qui s'inspire de concepts et de techniques issus de la physique des comportements collectifs dans la matière pour construire des modèles de comportements sociaux et politiques.
Il est climato-sceptique,,.

## Biographie
En 1975, Serge Galam obtient un doctorat de physique à l’université Pierre-et-Marie-Curie de Paris (Effet de la polarisation des électrons sur les propriétés thermodynamiques des plasmas ioniques denses). En 1981, il reçoit un Ph.D. de physique (Étude des points multicritiques dans les systèmes magnétiques) à l'université de Tel Aviv où il enseigne de 1977 à 1981. De 1981 à 1983, il est chercheur associé et enseigne au City College de l'université de la ville de New York (CUNY) puis de 1983 à 1985 comme Assistant Professor à l'université de New York (NYU).
De 1984 à 2004, il travaille au sein de quatre laboratoires de physique de l’UPMC (Paris 6) : le Département de Recherches Physiques (DRP), le Groupe de Physique du Solide (GPS), le Laboratoire d'Acoustique et d'Optique de la Matière Condensée (AOMC), le Laboratoire des Milieux Désordonnés et Hétérogènes (LMDH).
En 1999, il est nommé directeur de recherche au CNRS. En 2004, il rejoint le Centre de recherche en épistémologie appliquée de l’École polytechnique (CREA) qu'il dirige comme directeur par intérim pendant six mois.
En 2013, il rejoint le Centre de recherche politique de Sciences Po, le CEVIPOF, y devenant le premier physicien. De 2015 à 2017, il crée et donne un cours d'initiation à la sociophysique. Il y anime en parallèle un séminaire doctoral transversal de l’École Doctorale. En 2018, il devient directeur de recherche émérite au CNRS affecté au CEVIPOF.

## Sociophysique
La sociophysique consiste à élaborer une méthodologie à la façon du physicien aux sciences sociales. L'ambition est la prédiction d'un certain type d'événements comme les élections et les référendums. Serge Galam a fondé la sociophysique à la fin des années 1970. Galam a produit une série de modèles fondateurs notamment à propos du vote dans les systèmes hiérarchiques, la prise de décision en groupe, la stabilité et la fragmentation des alliances entre pays, la diffusion d'opinions minoritaires, le phénomène des rumeurs, le terrorisme, la dynamique de radicalisation et celle des opinions sous l'influence des préjugés, des contrarians et des inflexibles.
En 2016, utilisant les principes de l’approche sociophysique, il prédit l’élection de Donald Trump puis la défaite d'Alain Juppé. En revanche, il envisage à tort la qualification de François Fillon au second tour de l'élection présidentielle 2017, l'élection de Marine Le Pen en 2017, ainsi que la réélection de Donald Trump à l'automne 2020.

## Controverses
Le 10 septembre 2016, il est invité par Olivier Galzi afin de débattre avec François Gemenne sur la chaîne française i-Télé. Lors de ce débat, François Gemenne s'énerve contre les propos climatosceptiques de Serge Galam. Il déplore notamment le fait de devoir encore débattre de la « réalité du changement climatique et non pas sur les actions à adopter ».

## Publications
Il a publié de nombreux articles dont :
- « About imperialism of physics », Fundamenta Scientiae 3 (1982) 125
- Avec P. Pfeuty, « Les physiciens et la frustrations des électrons », La Recherche 124 (1981) 862
- « Physicists as a revolutionary catalyst », Fundamenta Scientiae 1 (1980) 351-353
- « Le vote majoritaire est-il totalitaire ?», Pour la science, hors série, dossier n° 24 « Les mathématiques sociales » (1999) 90-94
- « Application of Statistical Physics to Politics», Physica A 274 (1999) 132-139
- « Sociophysics: a personal testimony », Physica A 336 (2004) 49-55
- « Sociophysics: A Physicist's Modeling of Psycho-political Phenomena », New York, Springer, 2012, 439 p.  (ISBN 978-1-4614-2031-6)
- « Sociophysics: a review of Galam models », International Journal of Modern Physics C 19, N°3 (2008) 409-440

Il est aussi l'auteur de livres de sociophysique et d'épistémologie à destination d'un plus large public :
- Les scientifiques ont perdu le nord : réflexions sur le réchauffement climatique, Paris, Plon, 2008, 241 p. (ISBN 978-2-259-20734-8)
- (en) Sociophysics : A Physicist's Modeling of Psycho-political Phenomena, New York, Springer-Verlag, 2012, 439 p. (ISBN 978-1-4614-2031-6, lire en ligne)